# Caranaíba
Caranaíba é um município brasileiro do estado de Minas Gerais. Sua população recenseada em 2022 era de 2 933 habitantes.

## Educação
A rede de ensino conta com: 
- 1 Escola Estadual de ensino fundamental e ensino médio.
- 4 Escolas Municipais de ensino fundamental, sendo 1 na sede do município e 3 nos povoados: Campinho, Bernardo Corrêa, Salsa.

Na cidade, uma biblioteca pública Diretora Geni Rezende vem complementar sua rede de ensino, com acervo de obras para leituras e pesquisas.
As ruas de Caranaíba são calçadas em pedras e asfalto, existe serviço de água potável contando com nascentes e também poços artesianos, que supre a cidade o ano inteiro. Tem ampla rede de esgoto na sede do Município, e, ainda em fase de construção em novos bairros. Até meados de 2017 não contava com tratamento de água e esgoto.
Na área de lazer temos duas quadras poliesportivas cobertas, Estádio Municipal 'José Barbosa', e o Parque de Exposição Prefeito 'José Teixeira de Rezende'.

## Economia
Contamos também com várias casas comerciais, bares, açougues, padaria, e um posto de combustível.

## Geografia
Os povoados que formam o Município de Caranaíba, são bem traçados com pracinhas, ruas, postos telefônicos, Mini-Postos de saúde, luz elétrica, escolas de ensino fundamental.
Caranaíba está situada entre belíssimas serras de matas verdes, rios e cachoeiras, dando a cidade uma visão de preservação da natureza, possuindo um clima tropical e saudável, favorável à população, a fauna e flora.
Conforme a classificação geográfica mais moderna (2017) do IBGE, Caranaíba é um município da Região Geográfica Imediata de Conselheiro Lafaiete, na Região Geográfica Intermediária de Barbacena.

## Transportes

### Rodovias
- Rod. Municipal Waldemar Penna
- AMG-405
- BR-040

### Ferrovias
- Linha do Centro (variante) da antiga Estrada de Ferro Central do Brasil [7]

## História
A rota de penetração da bandeira de Fernão Dias Paes Leme passa pela região onde está o município. Saindo de São Paulo no início do século XVIII, entrou nas região Minas Gerais pela Garganta do Embaú, cruzou o Rio Grande e alcançou o vale do Rio Paraopeba, depois de passar pelo Rio das Mortes. Caranaíba está na porta de entrada para as nascentes do Rio Paraopeba, onde se localiza os municípios vizinhos de Cristiano Otoni e Queluzito. Necessitando de pontos de apoio e de aprovisionamento, nasciam fazendas e consequentemente povoados ao longo dos caminhos de penetração. Foi como povoado de Nossa Senhora da Glória de Queluz ou simplesmente Glória de Queluz que nasceu a Caranaíba de hoje.
Entre os sesmeiros da região, um se destacou, foi o Conde Afonso Celso de Assis Figueiredo, foi deputado pela província mineira, ministro da Fazenda do Império em 1879, membro da Academia Brasileira de Letras e mais tarde Visconde de Ouro Preto.
Em 1739 foi erguida a capela em taipa e madeira, em nome de Nossa Senhora da Glória, e em 1770 em alvenaria pelo construtor José Costa de Oliveira famoso por outras igrejas com a Matriz Campo Alegre dos Carijós(Conselheiro Lafaiete) e seu trabalho tem a mesma conformação das igrejas dos Profetas de Congonhas.
Por questões políticas, a Sra. Adelaide Christina de Assis, fazendeira da região fez transferir a então Paróquia de Nossa Senhora das Dores, de 1856, para a Capela Filial de Nossa Senhora da Glória, permanecendo lá de 1864 a 1873, voltando à sua antiga sede pela morte do Padre Agostinho Cesário de Andrade, inimigo de Dna Adelaide Christina. 
Em 1908 após ser transferida para a Paróquia de Santana dos Montes,  voltou a ser definitivamente sede de paróquia. E a 30 de setembro deste mesmo ano o distrito passa a se chamar Caranaíba integrado ao município de Carandaí.
Em 30 de dezembro de 1962, foi elevado a município. 
Em 1 de março de 1963 deu-se a emancipação do município.